# Бистром (Калифорнија)
Бистром (енгл. Bystrom) насељено је место без административног статуса у америчкој савезној држави Калифорнија.

## Демографија
По попису из 2010. године број становника је 4.008, што је 510 (-11,3%) становника мање него 2000. године.
| Група             | 2000.         | 2010.         |
| Белци             | 1.604 (35,5%) | 734 (18,3%)   |
| Афроамериканци    | 116 (2,6%)    | 79 (2,0%)     |
| Азијати           | 140 (3,1%)    | 91 (2,3%)     |
| Хиспаноамериканци | 2.540 (56,2%) | 3.053 (76,2%) |
| Укупно            | 4.518         | 4.008         |